# Acanthogonatus tolhuaca
Acanthogonatus tolhuaca là một loài nhện trong họ Nemesiidae.
Acanthogonatus tolhuaca được miêu tả năm 1995 bởi Goloboff.